# Liparochrus crenatulus
Liparochrus crenatulus är en skalbaggsart som beskrevs av Leon Fairmaire 1877. Liparochrus crenatulus ingår i släktet Liparochrus och familjen Hybosoridae. Inga underarter finns listade i Catalogue of Life.